# Mame Seck Mbacké
Pour les articles homonymes, voir Seck et Mbacké.
Mame Seck Mbacké, née en octobre 1947 à Gossas et morte le 24 décembre 2018 à Dakar, est une femme de lettres sénégalaise.
Assistante sociale de formation, diplômée de l'Institut des hautes études internationales, elle écrit en français, en wolof et en peul.

## Œuvres
- 1983 : Le Froid et le piment. Nous, travailleurs immigrés, Dakar, Les Nouvelles Éditions Africaines, 180 p.  (ISBN 27236-0872-7), réédité chez L'Harmattan, 2000, 130 p.  (ISBN 978-2-7384-9046-9)
- 2000 : Pluie-poésie : Les pieds sur la mer, Paris, L'Harmattan, 2000, 66 p.  (ISBN 2 7384 9045 X)
- 2000 : Qui est ma femme ?, Paris, L'Harmattan, 2000, 108 p.  (ISBN 2-7384-9051-4)
- 2001 : Les Alizés de la souffrance, Paris, L'Harmattan, 2001, 63 p.  (ISBN 2 7475 0562 6)